# Кефернбург (род)
Графовете фон Кефернбург (на немски: Kevernburg, Keverburc, Keverenberc, Keverenberg, Käfernburg) произлизат от Зицоните. Родът изчезва през 1385 г.
Графовете фон Кефернбург и графовете фон Рабенсвалде-Вие произлизат заедно от Зицоните. Те се наричат на резиденцията си замък Кевернбург, днешния Кефернбург при Арнщат. Графовете са през ранното Средновековие висшата аристокрация в Тюрингия. От 10 до 12 век графовете фон Кефернбург е могъщ графски род в Тюрингия заедно с Екехардините, графовете фон Шварцбург, графовете фон Ваймар и графовете фон Билщайн.
Зицо III († 1160) е споменат за пръв път 1103 г. и се нарича граф фон Кефернбург (1141 – 1160) и граф фон Шварцбург. Той е основател на фамилията Кефернбург-Шварцбург. Неговият син Хайнрих I фон Шварцбург (* ок. 1130; † 26 юли 1184 в Ерфурт) притежава дворец Шварцбург, другият му син Гюнтер II (* ок. 1135; † 1197) притежава замък Кевернбург, половината от господство Арнщат и господството Вие или Рабенсвалде, и е основател на графския род Кефернбург.
Графството Кефернбург е светско самостоятелно владение в средна Тюрингия, което съществува от ранното Средновековие до 1302 г. когато граф Гюнтер VIII умира без мъжки наследник. То попада първо на зетовете му Хайнрих фон Хонщайн и Ото фон Орламюнде, които продават части на графовете фон Шварвбург.
Когато Илменау е споменат за пръв път през 1273 г., Кефернбургите са господари на града. Те му дават през 1341 г. права на град и права да сече монети. През 1343 г. Кефернбургите продават град Илменау със земите му и Кюхендорф, Оберпьорлиц на Хенебергите.

## Представители на род Кефернбург
- Гунтер I фон Кафернбург († 957), граф фон Кафернбург
- Зигер фон Кефернбург († сл. 1000), граф фон Кафернбург
- Зицо I (* ок. 0975; † 1005), граф на Кефернбург, вер. син на Гюнтер (Гунтер) фогт фон Херсфелд ок. 949/57/62 и брат на Гунтер Еремит[1][2]
- Гунтер Еремит (* ок. 955; † 9 октомври 1045), от 1008 еремит в Бохемската гора, Светия
- Гюнтер II фон Кефернбург († 1062), граф на Кефернбург, негов брат
- Зицо II фон Кефернбург († 1118) граф на Кефернбург, вер. внук или правнук на граф Зицо I фон Кефернбург.[3]
- Зицо III (* ок. 1093, † 19 юни 1160), единствен син на граф Гюнтер I фон Шварцбург (1060 – 1109), граф на Шварцбург и Кефернбург
- Гюнтер II (* ок. 1135; † 1197), негов син, граф на замък Кевернбург, половината от господство Арнщат и господствот Вие или Рабенсвалде. Гюнтер II е основател на графския род Кефернбург
- Албрехт I фон Кефернбург († 13 октомври 1232), 1205 до 1232 архиепископ на Магдебург
- Вилбранд фон Кефернбург († 5 април 1253), 1235 до 1253 архиепископ на Магдебург
- Гюнтер III фон Кефернбург (* ок. 1150; † ок. 1221)[4], син на Гюнтер II
- Гюнтер IV фон Шварцбург († ок. 1269)[5], син на Гюнтер III, основател на особената линия фон Кефернбург
- Гюнтер V фон Кефернбург († 1273/1275), граф на Кефернбург
- Гюнтер VI фон Шварцбург-Кефернбург († 1289/1293), граф на Кефернбург-Илменау (1275 – 1293)
- Гюнтер IX († 1332/1344), граф на Кефернбург-Лухов
- Гюнтер VIII фон Кефернбург († 1318/1324), от 1289/1293 г. граф на Кефернбург
- Гюнтер IX († 1332/1344), граф на Кефернбург-Лухов
- Гюнтер XII фон Кефернбург († 1368/ сл. 27 юни 1371), от 1324 г. граф на Кефернбург
- Георг I фон Кефернбург-Илменау († 1376), граф на Кефернбург в Илменау (1368 – 1376)
- Гюнтер XII фон Кефернбург († 1368/сл. 1371), от 1324 г. граф на Кефернбург
- Гюнтер XIII фон Кефернбург († сл. 1352/ок. 1386), граф на Кефернбург в Херманщайн
- Гюнтер XIV фон Кефернбург Млади († 1385/1386 на поклонение в Йерусалим), граф на Кефернбург (1376 – 1385)